# 世界貿易中心二號大樓
世界貿易中心二號大樓（英語：Two World Trade Center）是美國紐約市曼哈頓下城一棟建造中的摩天大樓，位於世界貿易中心建築群的東北角，為世貿五期原址。將有88層樓，411.6米高。白天陽光照在樓頂，會反射在雙塔原址的九一一國家紀念博物館水池上。世界貿易中心二號大樓在九一一襲擊事件前為世貿中心南塔的稱呼。